# WrestleMania XIV
WrestleMania XIV fue la decimocuarta edición de WrestleMania, evento de pago por visión de lucha libre profesional de la World Wrestling Federation. El evento tuvo lugar el 29 de marzo de 1998 en el FleetCenter en Boston, Massachusetts. La frase para WrestleMania XIV fue "dX raided". WrestleMania XIV marcó la última aparición de Shawn Michaels en un ring antes de someterse a una delicada operación en la espalda la cual se lesionó en Royal Rumble meses atrás y cuya recuperación tardó cerca de cuatro largos años. Este WrestleMania también simbolizó el comienzo de la llamada Attitude Era dentro de WWF.

## Antecedentes
En enero de 1998 durante Royal Rumble, Stone Cold Steve Austin ganó el Royal Rumble match por segundo año consecutivo, mientras que Shawn Michaels retuvo su Campeonato de la WWF, ambos bajo los auspicios del boxeador Mike Tyson desde el palco del director. La semana siguiente en Raw Is War, Vince McMahon reveló que Tyson sería el árbitro invitado especial para el evento principal de WrestleMania XIV hasta que apareció Austin y le señaló con el dedo a Tyson, ofreciéndole una pelea y proclamando que el ring de lucha libre era suyo, no de Tyson. En la conferencia de prensa que siguió, McMahon anunció que debido a la situación explosiva, el papel de Tyson estaba siendo cambiado al de ejecutor del ring. En el episodio del 2 de febrero de Raw Is War, en un combate programado contra Road Dogg, D-Generation X irrumpió en el combate y ató a Austin con las cuerdas, gritándole insultos en la cara y frotándole el cinturón del campeonato hasta que Cactus Jack y Chainsaw Charlie acudieron en su ayuda. La semana siguiente, Austin robó el cinturón a Michaels con la esperanza de provocarlo en un combate individual, pero la asociación de D-Generation X y The New Age Outlaws continuó. Esto llevó a un combate por equipos en No Way Out of Texas: In Your House, en la que Michaels se negó a participar y que Austin ganó al cubrir a Dogg. El 2 de marzo en Raw Is War, Tyson apareció una vez más para ser entrevistado solo para que Michaels interrumpiera y lo desafiara a una pelea. Después de que ambos séquitos abandonaron el ring, los dos se agarraron hasta que Michaels rasgó la camisa de Tyson, revelando una camiseta de DX que mostraba la alianza degenerada del ejecutor; Más tarde en ese mismo episodio, cuando Austin salió para tener lugar en un combate contra Kane, vio a Triple H en la rampa y caminó hacia él, solo para girar con un Sweet Chin Music de Michaels que lo noqueó. También semanas después, en una transmisión del martes del Día de San Patricio de Raw Is War el 17 de marzo, Austin llamó a McMahon y lo atacó por describir a Tyson como "el hombre más malo del planeta", pero McMahon no se dejó incitar a pelear, ya que obligó a Austin a luchar contra Rocky Maivia en el siguiente episodio, el último antes de WrestleMania.
Después de la Traición de Montreal, Owen Hart fue el único miembro de la familia Hart que permaneció en la empresa, y después de una ausencia temporal, regresó durante D-Generation X: In Your House para atacar a Shawn Michaels. Después de esto, centró su atención en Hunter Hearst Hemsley (quien más tarde cambíaria de nombre a Triple H) y el Campeonato Europeo que Michaels le había dado a Helmsley como regalo de Navidad. Después de semanas de disuadir un combate titular debido a una fractura de rótula, Triple H finalmente accedió al combate en la edición del 26 de enero de Raw Is War, solo que The Artist Formerly Known As Goldust (que se disfrazaba semana tras semana para llamar la atención) aparece en el lugar de Helmsley. Después de que Hart ganó el combate, el sargento comisionado de la WWF. Slaughter declaró que el disfraz era tan convincente que confirmó la decisión y le otorgó el cinturón a Hart. En el episodio del 2 de marzo, Hart defendió el título contra Mark Henry, pero Chyna llegó al ring y empujó a Hart fuera del tensor, lo que le permitió a Henry darle un abrazo de oso, pero antes de que pudiera someterse, ella le dio un evidente golpe bajo a Henry, lo que resultó en una descalificación a favor de Hart. La semana siguiente, Hart aterrizó torpemente sobre su tobillo, sufriendo un esguince de tobillo con daño en los ligamentos durante su combate ante Barry Windham. En una edición especial del martes de Raw Is War el 17 de marzo, Hart se unió al equipo de comentaristas con un caso de apoyo en su pierna, y mientras comentaba, Triple H llegó al ring y lo incitó a una improvisada defensa del título a pesar de su elenco. Chyna interfirió en el combate y le golpeó el tobillo con un bate, lo que le permitió a Hunter recuperar el título. Tras esto, se anunció un combate entre Triple H y Owen Hart para WrestleMania XIV.
Después de que Legion of Doom (Hawk & Animal) perdiera su Campeonato en Parejas de la WWF ante The New Age Outlaws (Billy Gunn & Road Dogg), fueron atacados por estos y D-Generation X. En el Royal Rumble ambos equipos se enfrentaron, los Outlaws se llevaron la victoria. Después de esto, sufrieron dos derrotas ante los miembros de la NWA Jeff Jarrett y Barry Windham y finalmente en el episodio del 23 de febrero de Raw Is War, perdieron nuevamente ante The New Age Outlaws cuando, a pesar de tener el combate casi ganado, Hawk no abandonó el ring y mientras el árbitro estaba ocupado sacándolo, Animal fue golpeado por los cinturones del título y fue derrotado. Después del combate, los dos hombres pelearon hasta atrás y anunciaron su disolución, y no volvieron a aparecer hasta el día de WrestleMania.
Al final del combate inaugural Hell in a Cell en Badd Blood: In Your House en octubre de 1997, justo cuando The Undertaker parecía haber ganado el combate contra Shawn Michaels, las luces se apagaron y un hombre enmascarado subió al ring y aplicó un Piledriver al sorprendido Undertaker. Se reveló que el hombre enmascarado era Kane, el medio hermano de Undertaker (kayfabe) y, a pesar de la animosidad y la presencia de Paul Bearer, Undertaker juró nunca luchar contra su hermano menor. Antes del combate del ataúd del Undertaker con Michaels, D-Generation X afirmó que Kane se había unido a ellos, pero en realidad, subió al ring para ayudar al Undertaker. Sin embargo, la alianza duró poco, ya que durante Royal Rumble, Kane llegó al ring y encerró al Undertaker en su ataúd antes de prenderle fuego, presumiendo que su hermano estaba muerto. En el episodio del 2 de marzo de Raw Is War, el oponente de Kane, Stone Cold Steve Austin, fue eliminado por DX y sin nada que hacer, Bearer ordenó al cronometrador que hiciera el saludo de diez campanazos para el fallecimiento del Undertaker, antes de decirle a Kane que lo lápida. Después de hacerlo, se escuchó sonar más campanas, esta vez señalando el tema musical de Undertaker. El timbre continuó mucho más tiempo de lo normal, y Bearer negó la posibilidad de que fuera él. Finalmente, apareció un sarcófago en la parte superior de la rampa y después de que un rayo lo cayera, The Undertaker se sentó antes de revelar que había pasado por un infierno y habló con sus padres para decirles que tendría que volver a cumplir su promesa. La semana antes de WrestleMania, Kane subió al ring y comenzó a mostrar poderes sobrenaturales similares a los de su hermano, golpeando el TitanTron con un rayo, así como la mesa de comentaristas, antes de golpear a un trabajador del equipo con un rayo y prenderle fuego; En el mismo episodio se mostró a Undertaker hablando con las lápidas de sus padres, revelando que tal vez sea necesaria la condenación de su alma para reunir a la familia en problemas.
Ken Shamrock ha estado envuelto en una rivalidad con Rocky Maivia y el resto de The Nation of Domination; Shamrock había derrotado a todos los miembros del grupo. Posteriormente, también vencería a Maivia (más tarde conocido como The Rock), a pesar de haber sido golpeado con un objeto extraño. The Rock convenció al árbitro que, de hechp, fue él mismo quien sufrió un ataque ilegal de Shamrock y el árbitro revocaría su decisión. En No Way Out of Texas: In Your House, Shamrock aprovechó las peleas internas en Nation of Domination debido a las disputas de liderazgo, al inmovilizar a The Rock después de un combate. Tras ello, se programó para WrestleMania un combate entre ambos por el Campeonato Intercontinental que poseeia The Rock en ese momento.

## Resultados

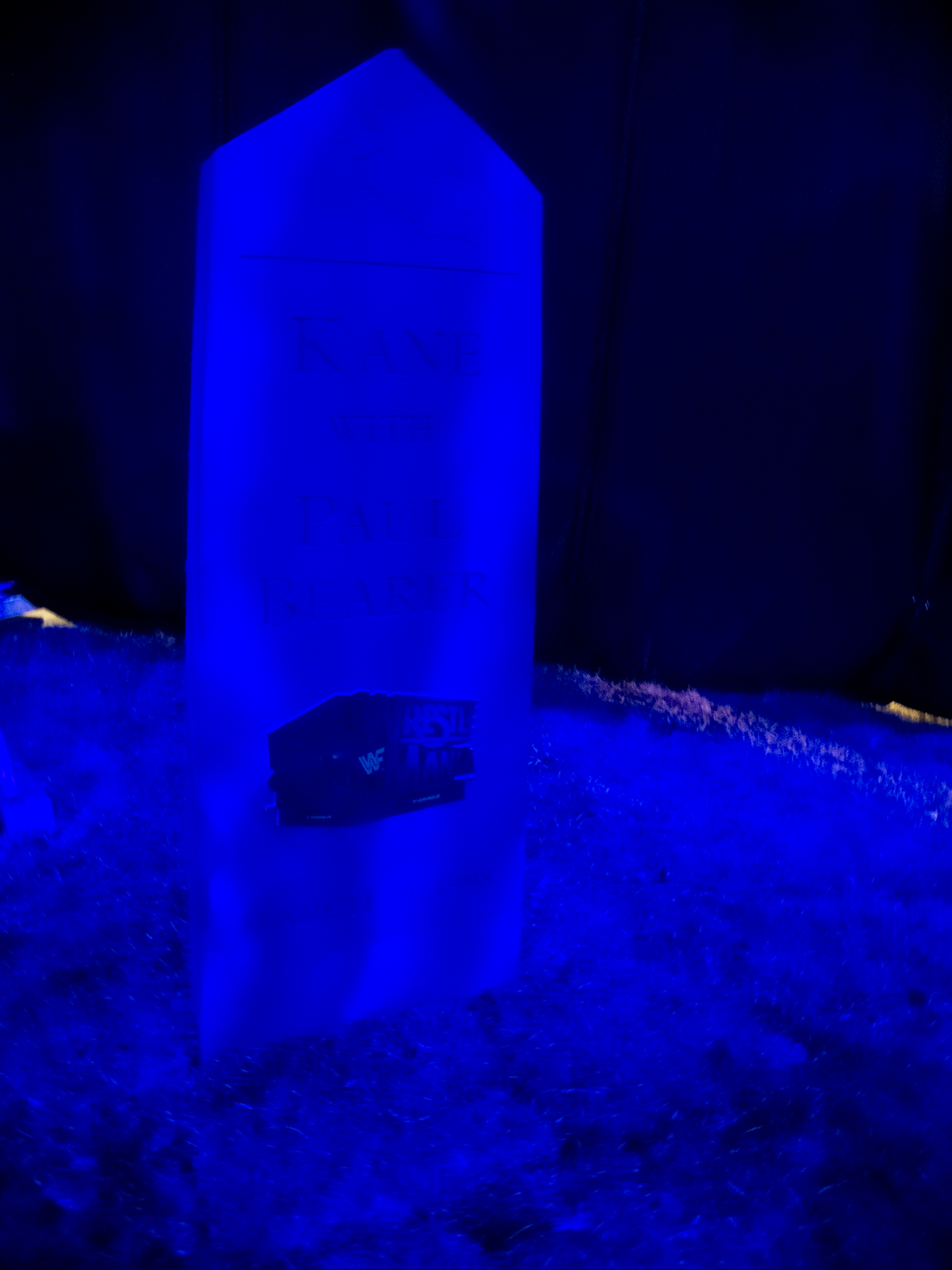
Tumba marcando la derrota de Kane a manos de The Undertaker en WrestleMania XIV.

- The Legion of Doom 2000 (Hawk & Animal) (con Sunny) ganaron una 15-Tag Teams Battle Royal, ganando una oportunidad al Campeonato en Parejas de la WWF en In Your House: Unforgiven (8:19)
  - LOD 2000 eliminaron finalmente a The New Midnight Express, ganando la lucha.
  - Los otros participantes fueron: Los Boricuas (Savio Vega & Miguel Pérez, Jr.), Los Boricuas (Jose Estrada, Jr. & Jesus Castillo), The Truth Commission (Recon & Sniper), Bradshaw & Chainz, Nation of Domination (Mark Henry & D'Lo Brown), Nation of Domination (Faarooq & Kama Mustafa), The Quebecers (Jacques Rougeau & Pierre Ouellet), The Rock 'n' Roll Express (Ricky Morton & Robert Gibson), The Headbangers (Mosh & Thrasher), Too Much (Scott Taylor & Brian Christopher), Disciples of Apocalypse (8-Ball & Skull), Steve Blackman & Flash Funk, The Godwinns (Phineas & Henry) y The New Midnight Express (Bombastic Bob & Bodacious Bart).
- TAKA Michinoku derrotó a Águila reteniendo el Campeonato Peso Ligero de la WWF (5:57) 
  - Michinoku cubrió a Águila después de un "Michinoku Driver II".
- Triple H (con Chyna) derrotó a Owen Hart reteniendo el Campeonato Europeo de la WWF (11:29)
  - HHH cubrió a Hart después de un "Pedigree".
  - Antes del inicio de la pelea, Sgt. Slaughter se ató a Chyna con unas esposas para evitar que interfiriera a favor de Triple H.
  - Durante la lucha, Chyna arrojó polvo blanco a los ojos de Slaughter, causando la distracción de Hart y aplicándole un "Low Blow" posteriormente.
  - Después de la lucha, Chyna atacó a Slaugther.
- Marc Mero & Sable derrotaron a The Artist Formerly Known As Goldust & Luna (9:11)
  - Sable cubrió a Luna después de un "TKO".
- The Rock derrotó a Ken Shamrock por descalificación reteniendo el Campeonato Intercontinental de la WWF (4:49)
  - Shamrock en un principio ganó la lucha haciendo rendir a The Rock con un Ankle Lock. Sin embargo, Shamrock se rehusó a soltarlo. Luego de ser forzado a soltar a The Rock, Shamrock atacó al árbitro y a un grupo de oficiales, haciendo que el resultado de la lucha fuera cambiado a una descalificación.
- Cactus Jack & Chainsaw Charlie derrotaron a The New Age Outlaws (Billy Gunn & Road Dogg) en un Containers Match ganando el Campeonato en Parejas de la WWF (10:01)
  - Charlie metió a the New Age Outlaws en un basurero.
  - Los títulos se los quitaron la noche siguiente debido a que usaron el basurero incorrecto.
- The Undertaker derrotó a Kane (con Paul Bearer) (16:58)
  - Undertaker cubrió a Kane después de tres "Tombstone piledrivers".
  - Tras la lucha, Kane le aplicó un "Tombstone Piledriver" sobre una silla a Undertaker.
  - Undertaker aumentó su invicto en WrestleMania a 7-0.
  - Antes de la lucha, Kane y Paul Bearer atacaron a Pete Rose, quién era el anunciador especial para esta pelea.
- Stone Cold Steve Austin derrotó a Shawn Michaels (con Triple H en su esquina) (con Mike Tyson como "Special Outside Enforcer") ganando el Campeonato de la WWF (20:02)
  - Austin cubrió a Michaels después de un "Stone Cold Stunner".
  - Durante la lucha, el árbitro expulsó a Chyna y Triple H del ring.
  - La cuenta de 3 realizada por Tyson fue extremadamente rápida.
  - Tras la lucha, Tyson, quien apoyaba a DX, atacó a Michaels y celebró junto con Stone Cold.
  - Chris Warren tocó en vivo la entrada musical de D-Generation X.
  - Esta sería la última lucha de Shawn Michaels (Hasta 2002)

## Otros Roles
| Comentaristas en inglés - Jerry Lawler - Jim Ross Comentaristas en Español - Carlos Cabrera - Hugo Savinovich - Tito Santana Anunciadores del ring - Howard Finkel - Gennifer Flores Lucha por el Campeonato Intercontinental - Pete Rose Undertaker vs Kane | Entrevistador - Gennifer Flores Árbitros - Earl Hebner - Mike Chioda - Jim Korderas - Jack Doan - Tim White |